# Kurara Chibana
Kurara Chibana (知花 くらら?, Chibana Kurara; Naha, 27 marzo 1982) è una modella giapponese, eletta Miss Universo Giappone 2006.
In seguito ha rappresentato il Giappone a Miss Universo 2006, dove oltre ad aver vinto il titolo di Best National Costume, grazie ad un abito che univa in sé gli elementi del ninja e del samurai, si è anche classificata al secondo posto, dietro soltanto alla vincitrice, la portoricana Zuleyka Rivera.
Ex studentessa di filosofia presso la Sophia University, Kirara Chibana ha ottenuto un bachelor in arti nel 2006 e parla fluentemente inglese, spagnolo, francese e giapponese. Dopo i concorsi di bellezza, ha lavorato come fotoreporter per varie riviste di moda giapponesi. Inoltre ha lavorato come corrispondente per la trasmissione di informazione NEWS ZERO della NTV. Contemporaneamente ha lavorato come testimonial per aziende come la Maybelline.